# Bazylika Matki Bożej Anielskiej i Męczenników
Bazylika Matki Bożej Anielskiej (wł. Santa Maria degli Angeli e dei Martiri) – rzymskokatolicki kościół tytularny w Rzymie, przy Piazza della Repubblica.
Świątynia ta jest kościołem parafialnym oraz kościołem tytularnym, mającym również rangę bazyliki mniejszej.

## Lokalizacja
Kościół znajduje się w XVIII Rione Rzymu – Castro Pretorio przy Piazza della Repubblica.

## Historia
Bazylika jest zbudowana na ruinach tepidarium starożytnych Term Dioklecjana wg projektu Michała Anioła. Poświęcona jest męczennikom chrześcijańskim. W apsydzie umieszczony został grobowiec papieża Piusa IV, fundatora tego kościoła. Obecne drzwi do bazyliki zaprojektował polski rzeźbiarz Igor Mitoraj.
- 1563 – rozpoczęcie budowy kościoła na podstawie projektu Michała Anioła. Wejście zostało wbudowane w apsydę caldarium, przedsionek natomiast zajmował miejsce dawnego tepidarium Term Dioklecjana.
- XVIII wiek – przebudowa kościoła wg projektu Vanvitellego – zmiana położenia ołtarza głównego, przekształcenie nawy w transept.
- 1884 – bazylika stała się kościołem parafialnym[2].
- 24 listopada 1896 – w bazylice odbył się ślub Wiktora Emanuela, księcia Neapolu, i Heleny, księżniczki czarnogórskiej.
- 25 września 2003 – w bazylice odbył się ślub Emanuela Filiberta, księcia Wenecji i Piemontu, i Clotilde Courau.

## Najważniejsze dzieła sztuki
- fresk Męczeństwo św. Sebastiana Domenichina
- figura św. Brunona Jean Antoine'a Houdona

## Kardynałowie prezbiterzy
Bazylika Matki Bożej Anielskiej i Męczenników jest jednym z kościołów tytularnych nadawanych kardynałom-prezbiterom (Titulus Sanctae Mariae Angelorum in Thermis).
Obecnie kardynałem-prezbiterem tytularnym jest Anders Arborelius, biskup Sztokholmu.
- Giovanni Antonio Serbelloni (1565-1570)
- Prospero Santacroce (1570-1574)
- Giovanni Francesco Commendone (1574-1584)
- Simeone Tagliavia d’Aragonia (1585-1592)
- Federico Borromeo (1593-1631)
- Ernst Adalbert von Harrach (1632-1644)
- Marzio Ginetti (1644-1646)
- Niccolò Albergati-Ludovisi (1646-1666)
- Virginio Orsini (1666-1667)
- Antonio Bichi (1667-1687)
- Raimondo Capizucchi, O.P. (1687-1691)
- Etienne Le Camus (1691-1707)
- Giuseppe Vallemani (1707-1725)
- Melchior de Polignac (1726-1741)
- Camillo Cibo (1741-1743)
- Giovanni Battista Spinola (1743-1751)
- Girolamo de Bardi (1753-1761)
- Filippo Acciajuoli (1761-1766)
- Giovanni Ottavio Bufalini (1766-1782)
- Guglielmo Pallotta (1782-1795)
- Ignazio Busca (1795-1803)
- Filippo Casoni (1804-1811)
- vacat (1811-1816)
- Giuseppe Morozzo Della Rocca (1816-1842)
- Mario Mattei (1842-1844)
- Domenico Carafa della Spina di Traetto (1844-1879)
- Lajos Haynald (1879-1891)
- Anton Josef Gruscha (1891-1911)
- Gennaro Granito Pignatelli di Belmonte (1911-1915)
- Alfonso Maria Mistrangelo, Sch.P. (1915-1930)
- Jean-Marie-Rodrigue Villeneuve, O.M.I. (1933-1947)
- vacat (1947-1953)
- Paul-Émile Léger, P.S.S. (1953-1991)
- William Keeler (1994-2017)
- Anders Arborelius (2017–nadal)